# Коронавірусна хвороба 2019 у Непалі
Спалах коронавірусної хвороби 2019 у Непалі — це поширення пандемії коронавірусної хвороби 2019 на територію Непалу. Перший випадок хвороби в країні офіційно підтверджено 23 січня 2020 року в столиці країни Катманду в студента, який повернувся з Уханя ще 9 січня. Цей випадок став також першим зареєстрованим випадком коронавірусної хвороби у Південній Азії. У період з січня по березень у Непалі проводились заходи для запобігання широкомасштабному спалаху хвороби, а також для підготовки до широкомасштабного спалаху COVID-19, у рамках яких проводилась закупівля необхідних матеріалів, обладнання та ліків, проводилась модернізація інфраструктури охорони здоров'я, навчання медичний персонал, а також проводились заходи зі збільшення обізнаності широких верств населення щодо коронавірусної хвороби. Перший випадок внутрішньої передачі вірусу підтверджений 4 квітня в районі Кайлалі. Перша смерть від коронавірусної хвороби в країні зареєстрована 14 травня. Локдаун на території всієї країні введений з 24 березня 2020 року і закінчився 21 липня 2020 року. Станом на 26 вересня 2020 року міністерство охорони здоров'я та народонаселення країни повідомило про виявлення в країні 71821 випадку хвороби, з яких 53013 одужали та 467 померли. У країні на 28 вересня проведено 998407 ПЛР-тестів у реальному часі на коронавірус у 40 лабораторіях на всій території країни. Коронавірусна хвороба зареєстрована у всіх провінціях країни, найбільше випадків зареєстровано в Катманду та 2-гій провінції. Серед непальців за кордоном, за даними Асоціації закордонних непальців, повідомлено про 12667 випадків хвороби, 16190 випадків одужання та 161 померлих непальців у 35 країнах світу.
Уряд Непалу розпорядився про створення починаючи з середини січня пунктів медичної допомоги міжнародному аеропорту Трібхуван, а також на прикордонних пунктах пропуску з Індією. Сухопутний кордон з Індією та Китаєм пізніше повністю закритий, скасовані всі міжнародні авіарейси. Скасовані всі екзамени в учбових закладах, закриті школи та коледжі. По всій країні створюються карантинні центри та тимчасові лікарні. Лабораторні заклади модернізуються та розширюються. У лікарнях розширюються відділення інтенсивної терапії, а також вводяться додаткові ліжка для ізоляції підозрілих хворих. Країни СААРК зобов'язались посилити співпрацю в регіоні для боротьби з поширенням коронавірусної хвороби. Індія, США і Німеччина збільшили свою допомогу непальській системі охорони здоров'я.
22 березня міністерство культури, туризму та цивільної авіації Непалу припинило підтримку кампанії «Відвідати Непал-2020». Очікується, що економіка Непалу значно постраждає від пандемії у зв'язку з її впливом на закордонні інвестиції, туризм, промисловість, будівельну індустрію та торгівлю. Світовий банк наголосив, що пандемія коронавірусної хвороби може призвести до зниження доходів близько 1/3 населення Непалу нижче міжнародної межі бідності (1,90 долара на день).
Вакцинація проти COVID-19 у Непалі розпочалася з 27 січня 2021 року.

## Передумови
Непал — країна, що не має виходу до моря, та межує з Китаєм на півночі та Індією на сході, заході та півдні. Непал має 1414 кілометрів кордону з автономним районом Китаю Тибет у Гімалаях. Китай є другим за величиною торговим партнером Непалу. Непал має кордон з Індією довжиною 1800 км на сході, заході та півдні. Непал розміщений у Південній Азії, одному з найменш розвинених та найбільш густонаселених регіонів світу, який має погано організовану освіту, а також охорону здоров'я та санітарію. Тому Непал вважався однією з країн з найвищим ризиком поширення епідемії, а також однією з найменш підготовлених до епідемії. Проте пізніше ВООЗ перекласифікувала Непал з групи початкової класифікації «дуже вразливий» до групи меншого ризику.
За даними видання «The Kathmandu Post», до початку пандемії в лікарнях Непалу було мало ліжок інтенсивної терапії (лише три в лікарні Теку), які майже завжди були зайняті, і людям у важкому стані, як правило, доводилося чекати, поки місце у відділенні інтенсивної терапії звільниться. Видання повідомило, що лікарі заявили, що незабаром вони не зможуть приймати нових хворих до відділень інтенсивної терапії, навіть за наявності негайної потреби в госпіталізації. Єдиною лікарнею, призначеною для лікуваннях інфекційних хворих, є лікарня Теку, в якій під час епідемії пташиного грипу за десять років до епідемії коронавірусної хвороби споруджений ізолятор, проте він ніколи не використовувався, оскільки ніколи не проводилась експертиза його оцінки на дотримання необхідних стандартів роботи.
Поступово, після надходження інформації про поширення нової інфекційної хвороби в Китаї, у Непалі виникло занепокоєння високим потенційним ризиком завезення хвороби та відсутністю плану профілактичних заходів щодо недопущення її завезення, а також відсутністю в країні необхідного медичного обладнання та інфраструктури для діагностики та лікування нової хвороби. За словами Бабурама Марасіні, колишнього директора відділу епідеміології та контролю захворювань, у Непалі не вистачало машин швидкої допомоги з подвійною кабіною для безпечного перевезення хворих особливо небезпечними інфекціями, ізоляторів у лікарнях, а також боксів III рівня біобезпеки, а також лабораторій з обладнанням, необхідним для тестування на особливо небезпечні інфекційні хвороби.

## Хронологія
Перша випадок коронавірусної хвороби в Непалі підтверджений 23 січня у 32-річного чоловіка, який повернувся з Китаю 9 січня. Хворий мав лише незначні симптоми, пізніше повідомлено, що він одужав після підтвердження двох негативних тестів на коронавірус 29 та 31 січня. Хоча кілька хворих з підозрою на коронавірус лікувалися в імпровізованому ізоляторі лікарні Теку, проте до кінця березня в країні не виявлено нових випадків хвороби. Це дало можливість медичному керівництву Непалу зосередити свої зусилля на плануванні, профілактиці та підготовці до можливого спалаху хвороби.
На третій тиждень березня до Непалу розпочався великий заїзд людей з Індії, у той самий час, коли там спостерігалося значне збільшення числа нових випадків коронавірусної хвороби на всій території країни. Спостерігався помітний відтік людей із долини Катманду. Другий випадок хвороби виявлений 23 березня у молодої жінки, яка нещодавно прилетіла до Катманду з Франції через Катар. 24 березня в країні запроваджений загальнодержавний локдаун. До 4 квітня в країні зареєстровано ще 6 випадків у осіб, які нещодавно повернулися з-за кордону. Того ж дня в країні підтверджено перший випадок місцевої передачі вірусу — родич одного з хворих підтвердив, що того дня у нього також підтвердився позитивний тест на коронавірус.
17 квітня кількість випадків хвороби в Непалі майже подвоїлась, після того як у 12 громадян Індії з Делі, яких направили в карантин у мечеті в місті Бхулке з району Удаяпур, виявлено позитивний результат тесту на коронавірус. Масове тестування на коронавірус у районі Бхулке допомогло виявити 16 нових випадків хвороби протягом тижня. Протягом наступних кількох тижнів у Бхулке виявлено ще лише 4 нових хворих; перший випадок за межами Бхулке підтверджено 14 травня у журналіста з Гайгхат-Базар, який вів репортажі з цього міста та відвідував інші заходи, пов'язані з епідемією хвороби, що призвело до збільшення загальної кількості хворих в районі Удаяпур до 33.
30 квітня загальна кількість випадків хвороби в країні зросла до 57, 16 з них виписані з лікувальних закладів з одужанням. 1 травня виявлено перший випадок хвороби в районі Банке. Відстеження контактів у цьому районі дозволило виявити до 5 травня 22 нових хворих. У районі Парса, де за час від початку епідемії виявили лише 7 випадків хвороби, 5 травня лише за один день зафіксовано 17 нових випадків хвороби. 6 травня підтверджено позитивний тест на коронавірус у двох молодих людей, які знаходились на карантині в Капілвасту після повернення з Мумбаї. До 11 травня в районі Капілавасту виявлено загалом 15 випадків хвороби, після чого район закрили на карантин на тиждень. У сусідньому районі Рупандехі, де виявлено перший випадок хвороби 30 квітня, також розпочався спалах хвороби. Оскільки в районах Джапа та Раутахат також було зареєстровано понад 20 випадків хвороби, виявлялись також поодинокі випадки по всій території країни, то в травні кількість випадків коронавірусної хвороби в Непалі збільшувалася вдвічі майже щотижня — 1 травня зареєстровано 59 випадків, а 28 травня кількість випадків досягла 1042.
14 травня в країні зареєстрована перша смерть від коронавірусної хвороби, померла 29-річна жінка-породілля з Сіндхупалчока.

## Заходи щодо боротьби з епідемією
Основною лікарнею для лікування хворих коронавірусною хворобою в Непалі названа лікарня тропічних та інфекційних хвороб Сукрарай; на території всієї країни створені ізолятори, імпровізовані лікарні та карантинні центри. Станом на 15 березня Непальська лабораторія громадського здоров'я в Катманду була єдиною лабораторією, здатною провести тестування на коронавірус; згодом тестування на коронавірус стало доступним у лабораторіях інших великих міст країни. Відділ епідеміології та боротьби з інфекційними захворюваннями міністерства охорони здоров'я на початку лютого розробив власний протокол лікування, заснований на протоколі, який розробило Агентство з охорони здоров'я ООН, та видав наказ для всіх приватних лікарень чітко дотримуватися розробленого протоколу лікування.
29 лютого уряд сформував спеціальний комітет для боротьби з поширенням коронавірусної хвороби під керівництвом віце-прем'єр-міністра Ішвара Похреля. 20 березня міністерство охорони здоров'я доручило державним службовцям звітувати також у вихідні дні, та не залишати долину Катманду. Уряд анонсував створення фонду на 500 мільйонів рупій із внесків працівників уряду зі щомісячної зарплати. Це дозволило також збільшити надбавки медичним працівникам, які працюють з хворими коронавірусною хворобою, на 50–100 %.
Міністр охорони здоров'я країни заявив, що всі хворі на COVID-19 будуть за необхідності госпіталізовані та забезпечені безкоштовним лікуванням.

### Лікувальні заклади
23 січня доктор Башудев Пандей, директор лікарні Теку, повідомив, що лікарня знаходиться в стані підвищеної готовності щодо можливого поступлення хворих коронавірусною хворобою, три інші лікарні — Непальська поліцейська лікарня, Патанська лікарня та учбова лікарня університету Трибхуван також готуються до лікування хворих коронавірусною хворобою. 6 ліжок у лікарні Теку було виділено для ізоляції хворих з підозрою на коронавірусну хворобу. До 4 лютого у країні розгорнуто 43 ліжка для лікування хворих коронавірусною хворобою. До 21 березня в провінції Гандакі розгорнуто 111 ізоляційних ліжок.
На засіданні координаційного комітету високого рівня з питань протидії поширення коронавірусної хвороби 17 березня прийнято рішення про розгортання 115 відділень інтенсивної терапії та 1000 ізоляційних ліжок у долині Катманду. На цьому засіданні також доручено урядам провінцій розгорнути загалом 120 ліжок у відділеннях інтенсивної терапії. 20 березня міністерство охорони здоров'я видало розпорядження про призупинення до 12 квітня планових медичних оглядів та оперативних втручань у лікарнях в долині Катманду на 50 і більше ліжок. 21 березня міністерство охорони здоров'я повідомило, що приватним лікарням на 100 ліжок і більше не буде дозволено направляти хворих коронавірусною хворобою до інших лікарень; вони повинні лікувати хворих з підозрою, очікувати результатів тестів, та надавати безкоштовне лікування при підтвердженому діагнозі коронавірусної хвороби.

### Карантин
Пасажири та екіпаж рейсу, який евакуював непальців з Хубея в середині лютого, перебували в двотижневому карантині в Харіпаті в окрузі Бхактапур. 21 березня близько 60 пасажирів із країн, у яких зареєстровані випадки COVID-19, прибули до країни авіарейсом до міжнародного аеропорту Трибхуван, після чого їх відправили на карантин в Харіпаті округу Бхактапур; на час прибуття в них не було зареєстровано симтомів коронавірусної хвороби.

### Тестування
Перший випадок у Непалі підтверджений тестуванням, яке провели в Гонконзі, оскільки в державних лабораторіях Непалу не було реагентів, необхідних для проведення тестування, вартість яких складала близько 17 тисяч рупій за тест, та які потрібно було закупляти оптом. Оскільки інших підозрюваних випадків, які потребували тестування, на той час у країні не було, посадовці вирішили надіслати зразки біоматеріалу до Гонконгу. Перші обстеження на новий коронавірус в Непалі були проведені 27 січня в лабораторіях рівня біобезпеки-2 Національної лабораторії громадського здоров'я. Реагенти, достатні для проведення 100 тестів, були взяті у Центру молекулярних досліджень, а набори для тестування надані Всесвітньою організацією охорони здоров'я.
Станом на 23 березня, у день, коли в Непалі підтверджено другий випадок коронавірусної хвороби, у Національній лабораторії громадського здоров'я було проведено 610 тестів. Пізніше тестування на коронавірус розпочало проводитися в Інституті охорони здоров'я імені Койрала в Дхарані з 29 березня та в Покхарі з 31 березня. До 6 квітня тестування уже проводилися у всіх семи провінціях; функціонувало 10 лабораторій, чотири в Багматі-Прадеш і по одній в інших шести інших провінціях. Ці лабораторії розміщувалися в Дхарані, Джанакпурі, Катманду, Джуліхелі, Хетауді, Чітвані, Покхарі, Бхайрахаві, Суркеті і Дхангаді. 10 квітня лікарня Коші в Біратнагарі отримала можливість проводити тестування на COVID-19. 5 тисяч наборів для швидкого діагностичного тестування на COVID-19 надані кожній з провінцій, в перший день у трьох районах було проведено близько 500 тестувань швидкими тестами. 11 квітня почали проводити тести на COVID-19 лікарня Бір та лікарня Теку, а набори для швидкого тестування завезені у всі 77 районів. Більшість проведених до цього часу ПЛР-тестів обмежувались особами, які нещодавно прибули до країни та знаходились на карантині, та особами, ідентифікованими за допомогою відстеження контактів; поява швидких тестів дозволило більш гнучко обирати спосіб тестування. До 14 квітня було проведено більше швидких тестів, ніж ПЛР-тестів.

### Пункти пропуску та центри карантинного контролю
17 січня після звернення ВООЗ Непал розпочав перевірку пасажирів, що прибувають до міжнародного аеропорту Трібхуван з Китаю, Таїланду та Японії -— трьох країн, у яких на той час виявлено кілька випадків коронавірусної хвороби. Служба охорони здоров'я аеропорту доукомплектовано 8 особами. В аеропорту не було інфрачервоних сканерів, і тому початково до встановлення інфрачервоних сканерів використовувалися термосканери. Пасажирів, у яких виявляли підвищення температури, просили залишатися на зв'язку та звернутися до лікувальних закладів при наявності інших симптомів хвороби.
До 4 лютого в Покхарі, Чітвані та Бхайрахаві були розгорнуті медичні пункти. До першого тижня лютого райони, що межують з Індією, почали розгортати медичні пункти на пунктах пропуску через кордон.
До кінця лютого служба охорони здоров'я в міжнародному аеропорту Трібхуван проводила огляд пасажирів з Китаю, Південної Кореї, Таїланду, Сінгапуру, Малайзії, Японії та Саудівської Аравії, але не мала достатньої кадрів та обладнання для перевірки всіх новоприбулих пасажирів. В аеропорту розміщено 6 інфрачервоних сканерів; єдиний термосканер ще не був відремонтований, проте на перспективу було заплановано придбання ще трьох термосканерів. На той день пасажирів не просили заповнювати форму для новоприбулих, яка дозволить відстежити їх пізніше. 21 березня у Катманду відкрилась центральна довідкова служба та безкоштовну цілодобову гарячу лінію з питань, пов'язаних з COVID-19.

### Обмеження транспортного сполучення та закриття кордонів
28 січня Непал закрив контрольно-пропускний пункт Расувагаді на кордоні з Китаєм, повністю призупинивши прикордонну торгівлю між Непалом та Китаєм.
Непал оголосив про призупинення видачі в'їзних віз громадянам п'яти країн, які найбільше постраждали від епідемії COVID-19 — Китаю, Південної Кореї, Японії, Італії та Ірану, яке запроваджено з 7 до 30 березня, хоча пізніше повідомлено, що датою впровадження цього рішення є 10 березня.
З 2 березня громадяни, які прибувають із країн, що мають велику кількість випадків хвороби, або якщо вони перебували в цих країнах транзитом, повинні надати медичну довідку про свій стан здоров'я. На всіх основних пунктах перетину кордону з Індією почали встановлюватися карантинні пункти пропуску, а громадянам третіх країн дозволялося перетинати кордон лише у визначених пунктах пропуску. Уряд опублікував застереження для жителів країни щодо нетермінових поїздок до країн, які найбільше постраждали від епідемії, включно Китай, Іран, Південну Корею, Японію та Італію. Непал також вирішив призупинити видачу туристичних віз для громадян усіх країн, за винятком дипломатичних та інших офіційних віз на період з 14 березня по 30 квітня. Уряд закрив пункти перетину на сухопутних кордонах для громадян третіх країн, та скасував в'їзд до країни альпіністських експедицій, в тому числі на гору Еверест, що введено в дію на період з 14 березня по 30 квітня. Уряд також запровадив обов'язкові двотижневий карантин та самоізоляцію для всіх, хто приїздить до Непалу.
На третьому тижні березня контрольно-пропускні пункти на кордоні з Китаєм відновили пропуск товарів згідно карантинних процедур, оскільки кількість випадків у Китаї розпочала зменшуватися. Уряд країни заборонив в'їзд на територію Непалу з території низки країн, зокрема ЄС та Великої Британії, Західної Азії та Близького Сходу, а також Малайзії, Південної Кореї та Японії, включно громадян Непалу, від 20 березня до 15 квітня.
Усі міжнародні авіарейси скасовані з 22 березня, з 23 березня скасовані автобусні маршрути на далекі відстані. Рада з туризму Непалу оголосила про призупинення видачі дозволів на туристичні подорожі до країни. 23 березня Непал на тиждень закрив сухопутний кордон з Індією та Китаєм.

### Локдаун
19 березня уряд оголосив про призупинення навчання в усіх учбових закладах, та відклав проведення усіх екзаменів, включаючи екзамени на атестат про середню освіту, до 12 квітня, кінця місяця Чайтра, останнього місяця непальського календарного року, коли в непальських школах зазвичай відбуваються останні екзамени. Університет Трибхувана та Комісія з питань державної служби також відклали всі свої іспити.
Усі державні та приватні підприємства та заклади були закриті, окрім тих, діяльність яких є життєво важливою. Засідання Палати представників були відкладені. Робота Національних зборів була призупинена на невизначений час. Засідання Верховного суду Непалу у повному складі вирішило зупинити усі нетермінові провадження у судах по всій країні.
23 березня з 14:00 у районі Кайлалі оголошено безстроковий режим локдауну. У районі Аргаханчі також запроваджено безстроковий локдаун. 24 березня локдаун запроваджений на всій території країни.
На момент запровадження локдауну в країні було підтверджено лише 2 позитивних ПЛР-тести на коронавірус, та не зареєстровано одного смертельного випадку коронавірусної хвороби, проте на момент закінчення локдауну в країні було зареєстровано 17994 позитивних тестів та 40 смертей від коронавірусної хвороби. Просторовий розподіл випадків чітко показує, що випадки швидко поширювалися з південної частини країни, де розташована більшість пунктів перетину кордону з Індією.

### Інформування населення
21 березня відділ дорожньої патрульної поліції столиці Непалу Катманду надіслав 200 своїх співробітників із завданням розмістити плакати з інформацією про коронавірусну хворобу на узбіччі автодоріг.

### Евакуація громадян
16 лютого Непал евакуював 175 своїх громадян, переважно студентів, які опинились в ізоляції у зв'язку з початком епідемії в Хубеї, за допомогою чартерного літака «Nepal Airlines», яких розмістили в 14-денному карантині в населеному пункті Харіпаті в окрузі Бактапур. Незважаючи на те, що 180 непальців подали заявку на негайну евакуацію з Китаю ще до 2 лютого, проте організація евакуації зайняли майже два тижні, оскільки уряд намагався виконати стандарти евакуації ВООЗ та знайти відповідне місце для карантину. Уряд критикували за повільну реакцію; у верховний суд країни було подано судовий позов про публічні інтереси, а місцеві жителі навколо визначеного місця карантину в Бактапурі протестували проти рішення уряду, яке, на їх думку, було небезпечним для місцевої громади.. 19 лютого міністерство охорони здоров'я Непалу повідомило, що у всіх евакуйованих громадян тест на коронавірус був негативним.
Евакуація туристів, які перебували на всій території Непалу, розпочалась в останній тиждень березня. До 28 березня сотні туристів були врятовані та доставлені до Катманду, багатьох доставили на батьківщину чартерними рейсами.

### Міжнародні заходи
Після підтвердження першого випадку хвороби в Південній Азії 23 січня саме в Непалі, прикордонні райони Індії перевели у стан підвищеної протиепідемічної готовності, а на всіх пунктах пропуску на індо-непальському кордоні розмістили медичний персонал. До кінця лютого Індія розпочала моніторинг усіх прибуваючих з Непалу, та зробила обов'язковим носіння маски для всіх, хто нещодавно повернувся з Непалу. Також розпочався огляд непальців, які прибувають до Індії наземним транспортом у всіх пунктах пропуску на кордоні. Індія повідомила про призупинення пропуску через індо-непальський кордон з 15 березня, за винятком кількох визначених пунктів пропуску — Банбаса, Раксаул, Ранігундж та Сунаулі, на яких буде посилено санітарно-епідеміологічний контроль.
У березні Німеччина пообіцяла надати додатковий мільйон євро на підтримання діяльності своїх програм охорони здоров'я в Непалі для допомоги у боротьбі з епідемією коронавірусною хворобою. Уряд США пообіцяв надати Непалу 1,8 мільйона доларів. Прем'єр-міністр Індії Нарендра Моді запропонував створити надзвичайний фонд СААРК для боротьби з COVID-19 в регіоні; він також сказав, що Індія може надати програмне забезпечення для нагляду за хворобами країнам-партнерам у СААРК, і натякнув на можливість проведення скоординованих досліджень з контролю епідемічних захворювань у регіоні.

## Скандали та контроверсійні події
27 січня вранці з лікарня Теку виписала двох хворих з підозрою на коронавірусну хворобу, не дочекавшись результатів обстеження, хоча результати мали бути готові пізніше того ж дня, що викликало занепокоєння щодо можливості подальшого поширення інфекції. Міністерство охорони здоров'я заявило, що почне використовувати поліцію для охорони хворих з підозрою на коронавірусну хворобу після того, як громадянин Саудівської Аравії, якого направили до лікарні Теку, втік із ізоляції в середині лютого.
Незважаючи на те, що 180 непальців подали заявку на негайну евакуацію з Китаю ще до 2 лютого, проте організація евакуації зайняли майже два тижні, оскільки уряд намагався виконати стандарти евакуації ВООЗ та знайти відповідне місце для карантину. Уряд критикували за повільну реакцію; у верховний суд країни було подано судовий позов про публічні інтереси, а місцеві жителі навколо визначеного місця карантину в Бактапурі протестували проти рішення уряду, яке, на їх думку, було небезпечним для місцевої громади.

## Вплив епідемії
За повідомленнями засобів масової інформації, туристичний сектор країни страждає через відсутність китайських туристів, а також різні обмеження на подорожі, накладені в усьому світі. Виробничий сектор відчуває дефіцит сировини, яка в основному надходила з Китаю. Ситуація погіршується поширенням пандемії на Близький Схід, який є основним джерелом грошових переказів до країни, що становить більше половини ВВП Непалу. Очікувалось, що грошові перекази різко скоротяться після того, як Непал призупинив видачу дозволу на працевлаштування своїх громадян за кордоном. Оптова та роздрібна торгівля також постраждала через падіння імпорту з Китаю. Будівельний сектор, який імпортує більшу частину своїх будівельних матеріалів з Китаю, також сповільнив свою роботу. Оскільки китайські підрядники та робітники, які поїхали додому на китайський новий рік, не змогли повернутися до Непалу, це також негативно вплинуло на будівельну галузь країни. За повідомленнями засобів масової інформації, внутрішні авіакомпанії борються за виживання, оскільки ціни на квитки впали до половини або третини звичайного показника після різкого зниження попиту. Кількість міжнародних авіарейсів до та з Непалу до 13 березня зменшилась більш ніж на 50 %. Оскільки еміграція для працевлаштування непальців за кордоном призупинилася, авіакомпанії були змушені припинити польоти до кількох місць, які найчастіше обирали непальці для працевлаштування. Знецінення індійської рупії мало негативні наслідки й для залежної від інмпорту економіки Непалу, оскільки непальська рупія прив'язана до індійської рупії, а індійська економіка також зазнала впливу пандемії. 20 тисяч екскурсоводів, провідників та альпіністів втратили засоби до існування, коли альпіністські експедиції до Непалу були призупинені.
Щорічне святкування Холі, які в 2020 році припали на 9 та 10 березня, пройшли в обмеженому вигляді, на фоні різкого зниження ділової активності та скасування масових святкових заходів.
Непал оголосив 2020 рік роком відвідування Непалу, та мав на меті залучити 2 мільйони іноземних туристів, майже вдвічі більше, ніж у попередньому році. З початком поширення пандемії по світу Непалу довелося припинити авіасполучення з Китаєм, найбільшим джерелом закордонних туристів для країни, які прибувають повітряним транспортом, і з поширенням епідемії по світу Непалу довелось припинити свої рекламні кампанії.
Тимчасова загальна заборона торгівлі тваринами, запроваджена Китаєм унаслідок пандемії, як очікується, стримує браконьєрство та торгівлю дикими тваринами через Непал, оскільки китайська традиційна медицина, яка використовує різні частини тіла рідкісних тварин як інгредієнти своїх лікарських забів, є найбільшою небезпекою для збереження дикої природи в регіоні.

### Громадські заходи
На початку березня уряд закликав представників громадськості уникати великих скупчень людей.. 18 березня уряд закрив усі кінозали, навчальні заклади, музеї та культурні центри, а також заборонив зібрання більше 25 осіб у громадських приміщеннях, у тому числі в культових спорудах.

### Правоохоронні органи
У березні відділ дорожньої поліції столиці країни Катманду призупинив перевірку водіїв на алкотестері, а також проведення обов'язкових занять для водіїв, які скоїли порушення правил дорожнього руху. Поліція Непалу створила спеціальні коронавірусні підрозділи у всіх своїх підрозділах, та вирішила не проводити арештів за незначні правопорушення. У березні 2020 року генеральна прокуратура країни попросила поліцію звільнити осіб, затриманих за незначні злочини під заставу чи під умовно-дострокове звільнення, щоб зменшити скупчення людей у в'язницях.

### Трудова міграція
Наприкінці лютого Непал заборонив трудову міграцію своїх громадян до Південної Кореї. 8 березня Катар призупинив в'їзд трудових мігрантів як з Непалу, так і з інших країн, це рішення торкнулось майже 40 тисяч трудових мігрантів з дійсними дозволами на роботу, які ще не встигли виїхати до Катару. У середині березня дія дозволів на роботу за кордоном була призупинена на невизначений термін для всіх країн, у тому числі для працівників, які повернулись додому у відпустку. Уряд також призупинив видачу дозволів на виїзд студентам, які їдуть на навчання за кордон.

### Дефіцит товарів і чорний ринок
До першого тижня лютого Непал повідомив про дефіцит масок для обличчя, оскільки люди масово їх скуповували. Влада районів, що межують з Індією, почала обладнувати медичні пункти на прикордонних постах. Уряд країни був змушений звернутися за допомогою до ООН, не зумівши придбати маски та захисні засоби через глобальний їх дефіцит. На початку березня у зв'язку зі значним дефіцитом масок для обличчя та захисних костюмів, а також підвищення цін після заборони експорту в Китай та Індію, за повідомленням засобів масової інформації, деякі лікарні шили маски із звичайної тканини у зв'язку з нестачею спеціальної тканини. Також повідомлялося про дефіцит антисептиків для рук.
Департамент торгівлі, постачання та захисту споживачів у місяці Фалгун (лютий — березень) здійснив рейди з перевіркою 161 фірми та оштрафував 57 із них на суму загалом близько 4 мільйонів рупій. 5 березня департамент перевірив низку аптек та магазинів медтехніки в Катманду та оштрафував їх загалом на суму 430 тисяч рупій за завищення цін та низку інших порушень. 10 березня чотири аптеки були оштрафовані на загальну суму 800 тисяч рупій після того, як їх спіймали на завищенні звичайної ціни за хірургічні маски на 1000 %. Також департамент торгівлі перевірив низку продовольчих магазинів та магазинів роздрібної торгівлі. Зі складу в Катманду конфісковано мільйон масок для обличчя, а 18 березня заарештовано його власника, внаслідок чого загальна кількість конфіскованих за цей тиждень масок склала 2,3 мільйона. З чорного ринку також було конфісковано близько 50 тисяч флаконів дезінфікуючих засобів для рук. Заарештовано більше двох десятків продавців чорного ринку. У час посилення відтоку людей з Катманду 20 березня було заарештовано 23 підприємців у транспортній галузі та водіїв за значне завищення оплати пасажирських перевезень.

### Фармацевтична промисловість
Фармацевтична промисловість Непалу відчула негативні наслідки дефіциту сировини у зв'язку з тим, що низка основних інгредієнтів для виробництва ліків імпортувалися з Хубея. Непал зіткнувся з перспективою виникнення дефіциту найнеобхідніших лікарських засобів, після того, як Індія запровадила обмеження на експорт 26 видів сировини, включно найнеобхідніші ліки, посилаючись на порушення ланцюга поставок з Хубея; однак пізніше Індія погодилася послабити обмеження для Непалу, та попросила непальський уряд надати перелік назв та кількості необхідних лікарських препаратів, які необхідно доставити до Непалу.

### Дезінформація
21 березня був заарештований 20-річний чоловік за звинуваченням у розповсюдженні дезінформації в Інтернеті через незареєстрований вебсайт з фейковими новинами та спричиненні паніки в суспільстві після того, як було виявлено, що в мережі циркулюють аудіозаписи, в яких стверджується про приховування справжньої кількості випадків COVID-19. Того ж дня збройні сили Непалу спростували чутки, що циркулювали в соціальних мережах, якими стверджувалося, що армійські вертольоти використовуються для обприскування населених пунктів опівночі дезінфікуючими засобами.

### Браконьєрство
Браконьєри в Непалі скористалися слабким контролем та послабленням громадського нагляду під час карантинних заходів під час епідемії коронавірусної хвороби, і в країні спостерігався сплеск вбивств диких тварин на фоні пандемії коронавірусної хвороби. У перші десять днів загальнонаціональної суворого карантину 3 гавіали, які знаходяться під загрозою зникнення, були вбиті в безпосередній близькості від національного парку Читван, одночасно індійський слон, який також знаходиться під загрозою зникнення, був знайдений з ураженням електричним струмом в національному парку Бардія. 27 березня 2020 року в національному парку Парса відбулася перестрілка між 10-11 браконьєрами та охоронцями парку, яким допомагали військові. Загинув 37-річний браконьєр, офіцер непальської армії отримав поранення, після стрілянини був арештований 45-річний чоловік. У кінці квітня були знайдені мертвими на території національного парку Сагарматха 6 гімалайських кабарг (Мосх leucogaster), яка внесена до списку видів, що перебувають під загрозою зникнення. Біля Намче-базару були виявлені 54 дротяні пастки, виставлені браконьєрами, і в одну з них навіть упіймався беркут. Поліція району Солухумбу заарештувала 9 осіб у зв'язку із вбивством мускусного оленя. У національному парку Сагармартха спостерігалася незаконна вирубками лалігуранів (Rhododendron arboreum), національної квітки Непалу.

### Скасування подій
Запланований на квітень форум Сагарматха Самбаад був перенесений на пізніший термін. На невизначений час відкладено старт національного турніру з крикету-20 Прем'єр-ліга Евересту.